# 吹哨人 (电影)
《吹哨人》是2019年12月上映的中国电影，亦是薛晓路导演的“海外叙事系列”第三部（前两部是《北京遇上西雅图》和《北京遇上西雅图之不二情书》）,于2018年6月29日，在澳大利亚墨尔本达克兰拍摄基地开机拍摄。

## 剧情
马珂全家旅居澳大利亚多年，正在申请澳大利亚永久居留权。他和Peter Wu是多年老友，亦是公司管理层中的唯二中国人。马珂代替Peter，代表公司在十二门徒接待吕汉煤炭集团代表团成员时，他见到了前女友周思凉。此时，她早已改名周雯，亦是吕汉煤炭集团董事长的妻子。马珂与周雯重温旧情后，匆忙分别。周雯和代表团成员所乘飞机，从十二门徒起飞后失事坠机，全员殒命。坠机事故爆光了公司对代表团的超额接待，事涉受贿，可能影响公司与吕汉煤炭集团的相关合约签定，这使得公司高层颇为紧张。马珂与同事护送代表团成员遗物，到达中国吕汉。周雯的丈夫老钟接受遗物后，虽表现悲痛，但仍坚持与马珂一方完成签约。回到澳大利亚后，马珂却陷入一系列阴谋和追杀。

## 角色
- 雷佳音 饰 马珂
- 汤　唯 饰 周雯，吕汉煤炭集团部门主任
- 齐　溪 饰 朱迪，马珂妻子
- John Batchelor（英语：John Batchelor (actor)）饰Harrison，马珂上级
- 王　策 饰 Peter Wu
- 邢岷山 饰 老钟，吕汉煤炭集团董事长，周雯丈夫
- 杨立新 饰 柴秘书长
- 陈　创 饰 老六，马珂好友，中餐馆老板
- 安　地 饰
- 罗京民 饰 高工，原吕汉煤炭集团工程师
- 吴彦姝 饰 高工妻子
- 王　茜 饰 宾馆工作人员
- 付宏声 饰 职业杀手
- 刘仪伟 饰 法医